# Santa-Marta-Formation

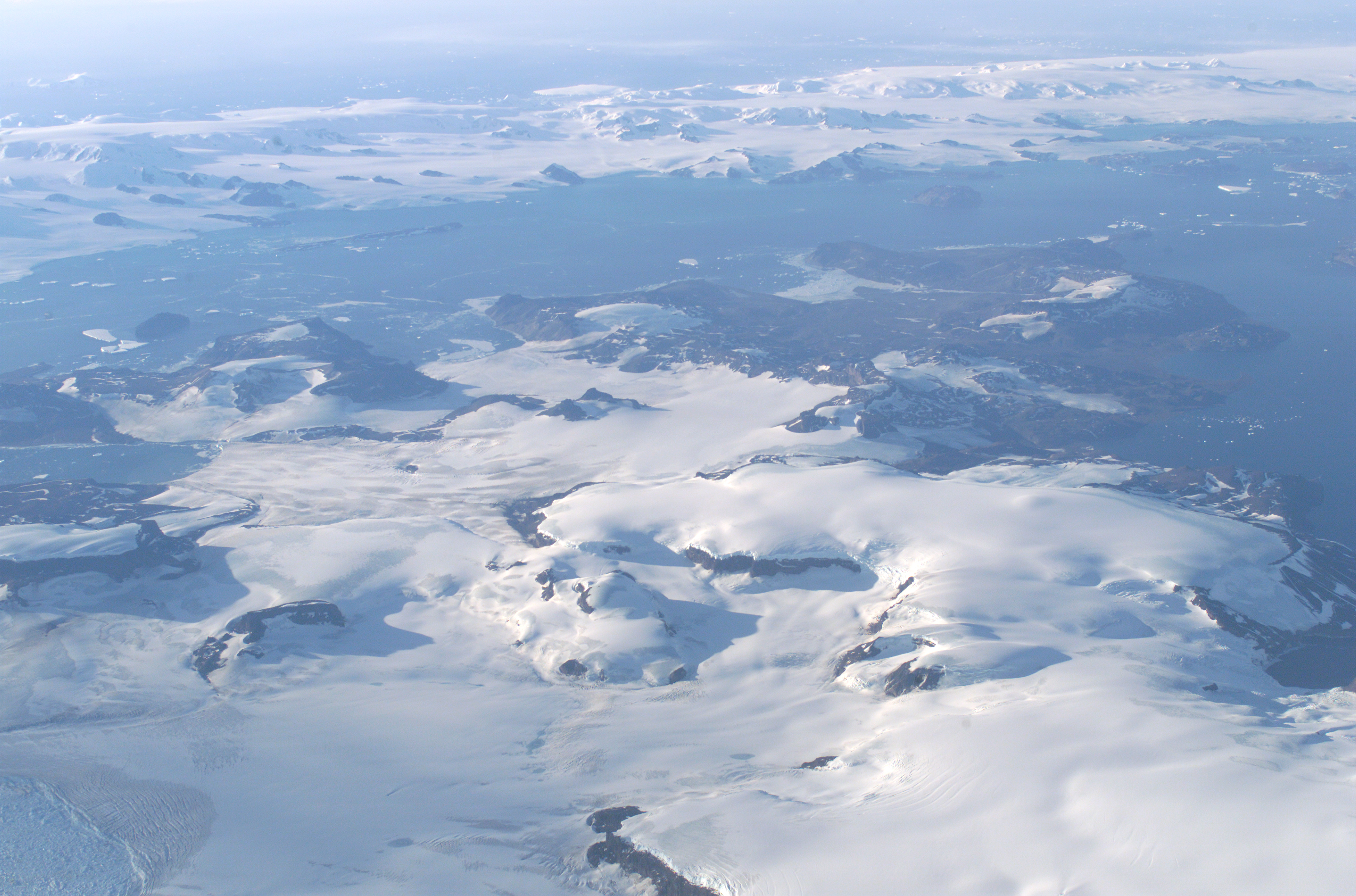
James-Ross-Insel

Die Santa-Marta-Formation ist eine geologische Formation in Antarktika. Zusammen mit der Mount-Kirkpatrick-Formation und der Snow-Hill-Island-Formation ist sie die einzige Formation in der Antarktis, in der Dinosaurier-Fossilien gefunden wurden. Die Formation tritt auf der James-Ross-Insel zu Tage, vor der Küste der Nordspitze der Antarktischen Halbinsel. Im Durchschnitt ist die Santa-Marta-Formation einen Kilometer mächtig.

## Stratigraphie
Die Santa-Marta-Formation bildete sich während des Santoniums und Campaniums (Oberkreide). Sie liegt über der Gustav-Gruppe, die sich während des Barremiums und Santoniums bildete, und wird ihrerseits von der Snow-Hill-Island-Formation des späten Campaniums überlagert. Zusammen mit der Snow-Hill-Island-Formation, der überlagernden Lopez-de-Bertodano-Formation und der Sobral-Formation bildet die Santa-Marta-Formation die Marambio-Gruppe.
Ursprünglich war die Formation in drei informelle Member eingeteilt, dem Alpha-, Beta- und Gamma-Member. Später wurden diese in Lachman-Crags-Member, Herbert-Sound-Member und Rabot-Member umbenannt. Das Lachman-Crags- und das Herbert-Sound-Member wurden nach dem nördlichen Teil der James-Ross-Insel benannt, in dem sie zu Tage treten. Das Lachman-Crags- und das Herbert-Sound-Member stammen aus dem späten Santonium und dem unteren Campanium.
Das ältere Lachman-Crags-Member ist 500 Meter mächtig. Die Schichten im Liegenden des Members bestehen aus Tuffstein und Tonstein, während die oberen Lagen aus Tuffstein und Turbiditen – lawinenartigen Trübeströmen – aufgebaut sind. Die Tuff-Bänke zeigen Bioturbation, verursacht während der Ablagerung durch Benthos-Bewohner.
Das Herbert-Sound-Member ist ebenfalls um die 500 Meter mächtig und kann in zwei Abschnitte unterteilt werden. Schuttströme mit eingelagerten Turbiditen machen den unteren Abschnitt aus; dieser wird dann durch feinen Sandstein überlagert.
Das Ablagerungsmilieu der beiden Member war wahrscheinlich ein Unterwasserkegel, der von einem großen Flussdelta ausging. Rascher Sedimenteintrag in diesem Stufendelta führte zur Übersteilung mit gelegentlichem Murgang, der seinerseits eine Auslösung der Turbiditströme bewirkte. Ein hoher Grad an tektonischer bedingter magmatischer Aktivität in dieser Region während der Oberkreide könnte die periodisch auftretenden Tuffbänke erklären.
Das Rabot-Member der Santa-Marta-Formation ist auf den südöstlichen Teil der James-Ross-Insel begrenzt und lässt sich ins Campanium datieren. Sein Anstehendes ist von den beiden anderen Membern, die in den nördlichen Gebieten der Insel zu Tage treten, räumlich getrennt. Ursprünglich wurde das Rabot-Member als eigene Formation angesehen, es wird jedoch jetzt als gleichrangig mit den beiden anderen Membern eingestuft. Wie das Lachman-Crag-Member und das Herbert-Sound-Member besteht auch das Rabot-Member aus Tonsteinen und Tuffbänken mit oft sehr starker Bioturbation sowie aus sehr seltenen Konglomeraten.
Vor kurzem wurde ein viertes Member ausgewiesen, das Hamilton-Point-Member. Die Bänke dieses Members wurden vormals noch als oberer Teil des Rabot-Members angesehen, sie sind aber nun ein eigenständiges Member.

## Flora und Fauna
Die antarktischen Küstenwasser beherbergten eine große Anzahl von Mikroorganismen während der Ablagerung der Santa-Marta-Formation. Unter den Mikrofossilien finden sich vor allem Ostrakoden und Dinoflagellaten.
Wirbellose Makrofossilien sind ebenfalls in der Formation anzutreffen. Selbst Ammoniten wurden gefunden, häufig senkrecht in den Schichten eingebettet. Ursprünglich wurde angenommen, dass Ammoniten nach ihrem Tod nur dann diese Position im Sediment annehmen, wenn sie im flachen Wasser unter einem gewissen Druck eingelagert werden; es gibt jedoch Belege, die zeigen, dass unter bestimmten Umständen Ammoniten in größerer Tiefe ebenfalls senkrecht eingelagert werden konnten. Es wurden außerdem viele Muscheln in der Formation gefunden, wie Cucullaea, Panopea, Pinna und Pterotrigonia. Des Weiteren waren Polychaeta, Ringelwürmer wie Rotularia und Schnecken wie die Cerithioidea in den Bänken vorhanden.

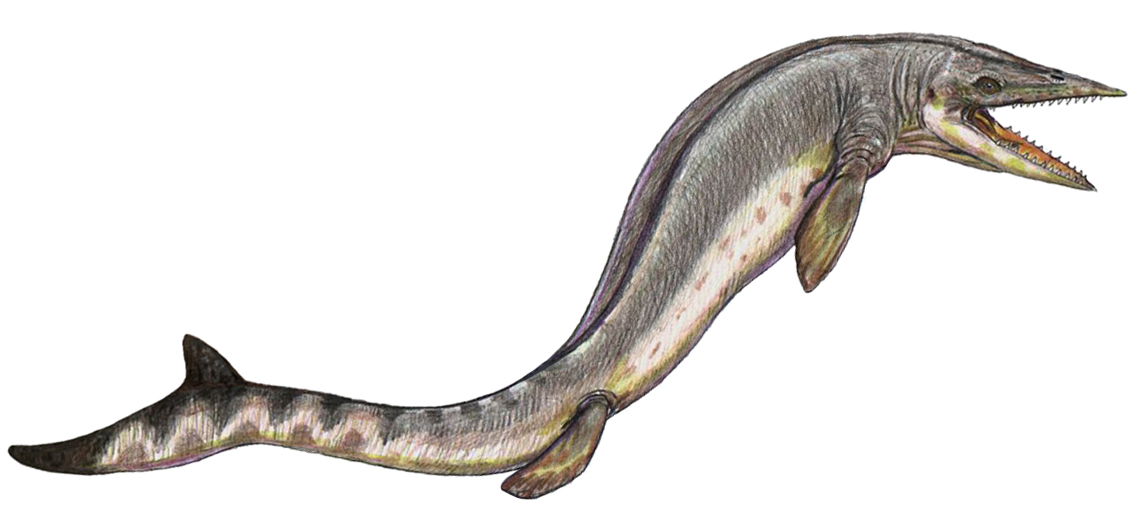
Taniwhasaurus

Fische waren auch präsent, unter anderen einer der ersten Kragenhaie, Chlamydoselachus thomsoni. Insbesondere erwähnenswert ist ein kleines marines Wirbeltier, der Mosasaurier Taniwhasaurus, früher bekannt als Lakumasaurus antarcticus. Die enge Beziehung von T. antarcticus zu anderen Arten der Gattung Taniwhasaurus in Neuseeland und Patagonien deutet auf einen Gondwana-Endemiten.
Antarctopelta, ein Ankylosaurier, wurde 1986 in einem nördlichen Teil der James-Ross-Insel entdeckt, 2 Kilometer südlich der Santa-Marta-Wölbung in einer Bank, die Teil der Santa-Marta-Formation ist. Es war der erste Dinosaurierfund in Antarktika. Es handelt sich möglicherweise um einen Nodosauriden, es fehlt jedoch noch eine genaue Kladistik zur Überprüfung der Verwandtschaftsbeziehungen zu anderen Ankylosauria. Obwohl die Santa-Marta-Formation nur durch marine Ablagerungen entstand, können die Körper dieser Tiere zusammen mit anderem Schutt später ins Wasser gespült worden sein, um dann auf den Boden zu sinken und von Sedimenten begraben zu werden.
Blätter und Fragmente von Pflanzen werden häufig fossil erhalten in der gesamten Formation gefunden, in den unteren Lagen auch ganze Baumstämme. Dies ist ein Beweis für Waldbiotope, die die Antarktis während der späten Kreidezeit auf Grund der insgesamt wärmeren globalen Temperaturen und des milderen Klimas bedeckten. Die damalige Vegetation des Flussdeltas konnte große Pflanzenfresser wie Antarctopelta durchaus ernähren.